# Ministère de l'Aviation du Reich
 (juin 2018).
Si vous disposez d'ouvrages ou d'articles de référence ou si vous connaissez des sites web de qualité traitant du thème abordé ici, merci de compléter l'article en donnant les références utiles à sa vérifiabilité et en les liant à la section « Notes et références ».
Pour les articles homonymes, voir Ministère de l'Air.
Le ministère de l’Aviation du Reich (allemand : Reichsluftfahrtministerium) est le ministère du Reich consacré à l'aviation militaire. Il fut créé en 1933 par Adolf Hitler, qui le confia à Hermann Göring. Tandis que ce ministère encadrait la Luftwaffe, le ministère du Reich à la Guerre s'occupe des deux autres corps d'armée : la Heer (l’Armée de terre) et la Kriegsmarine (la Marine de guerre).
Il était situé dans la Detlev-Rohwedder-Haus, à Berlin.

## Situation
Hermann Göring en est le premier et seul titulaire ; également commandant de la Luftwaffe, il reste ministre de Hitler et habite dans l'appartement de fonction du ministère de 1933 à 1943, et non dans la maison de campagne, Fishliam, qu'il a offerte en tant que cadeau de mariage à sa seconde épouse, Emmy. En 1943, il est contraint de quitter les bureaux du ministère sur la demande du Führer. En mars 1945, il démissionne de son poste de ministre, comme Joseph Goebbels qui quitte le ministère de l'Éducation du peuple et de la Propagande. Le Führer demanda alors à Albert Speer de diriger le ministère de l'Aviation « officiellement par intérim ».
Peu avant le début de la Seconde Guerre mondiale, le ministère était installé dans le plus grand bâtiment administratif construit à Berlin à cette époque, situé sur la Leipziger Straße et la Wilhelmstraße, et encore visible de nos jours, puisqu'il abrite aujourd'hui les bureaux du ministère fédéral des Finances.

## Histoire

### Genèse
Le ministère de l'Aviation est créé en avril 1933 en tant qu’organisme de planification et de développement de l’aviation civile à partir du commissariat à l’aviation (Reichskommissariat für die Luftfahrt). Son directeur en est dès le départ Hermann Göring. Avant même de créer le RLM, il avait fait un premier pas sur la voie de la mise au pas politique (national-socialiste) des organisations sportives aéronautiques en créant la Fédération allemande du sport aérien (Deutscher Luftsportverband).
Alors que ce ministère est encore insignifiant au cours des premières années de son existence, il le considère déjà comme son terrain de jeu de prédilection. Il apparaît cependant très vite que la tâche essentielle du ministère consiste à soutenir par tous les moyens l’Armée de l’air (la Luftwaffe), de 1933 à 1945. Il édite une revue de propagande illustrée appelée Der Adler (L’Aigle). L’une des premières activités du RLM et de Göring en particulier fut de s’approprier indûment les brevets de Hugo Junkers et en particulier de sa société Junkers & Co. Ceci concernait en particulier les droits relatifs à son avion légendaire, le Junkers Ju 52.
La structure ne change qu’avec la venue du général Werner von Blomberg qui est à cette époque ministre de la Défense (Reichswehrminister) puis devient plus tard ministre de la Guerre (Reichskriegsminister) du Reich. Il est l’un des militaires les plus influents de la Reichswehr, encore limitée à 100 000 hommes, conformément au traité de Versailles. Il décide que la Luftwaffe ne doit plus faire partie intégrante de l’Armée de terre (la Heer) mais que du point de vue militaire et politique, il était judicieux de subdiviser les forces armées selon les différentes armes (Teilstreitkräfte). C’est pour cette raison qu’il transfère en mai 1933 le service de la défense anti-aérienne (Luftschutzamt), responsable à cette époque de l’aviation militaire, au Reichsluftfahrtministerium. Ceci est souvent considéré comme le véritable acte de naissance de la Luftwaffe. Ce transfert valorise fortement le ministère qui en devint bien plus influent.

### Structures et fonctionnement
Il existe un office des techniques, issu lui-même d’un département des techniques aéronautiques de l’office de l’armement de l’Armée de terre (le Heereswaffenamt) qui existe jusqu’en 1935. Il est confié en 1936 à Ernst Udet (alors Oberst, futur Generaloberst), qui est en même temps Generalluftzeugmeister (directeur des approvisionnements) de la Luftwaffe et par là même, responsable du développement et de la fourniture des avions, des armements et du matériel pour l’ensemble de la Luftwaffe. Après le suicide de Udet, le Generalfeldmarschall Erhard Milch lui succède en 1941.
Comparé à d’autres organismes similaires, tant nationaux qu’étrangers, il n’est ni mieux ni moins bien structuré et organisé mais c’est principalement grâce aux excellentes relations qu’entretenait Göring avec Hitler qu’il acquiert plus d’influence et de pouvoir que d’autres ministères. Göring met à profit sa position à sa tête pour offrir des « emplois » à de nombreux amis et dignitaires nazis. Ces derniers étaient moins intéressés par les tâches intrinsèques du ministère qu’à la poursuite de leurs propres ambitions politiques[réf. nécessaire]. Cela finit par former un corps hydrocéphale, de sorte que Göring n’arrive finalement plus à contrôler son propre ministère.
C'est pourtant pendant les années décisives de la guerre, entre 1939 et 1942, qu'il ne peut plus accomplir efficacement sa mission originelle, ce qui provoque un blocage des activités de développement et de production dans l’industrie aéronautique allemande. Les nouvelles inventions ne peuvent plus être menées à bon terme et de nombreuses demandes se perdent littéralement dans les méandres de l’administration[réf. nécessaire].
En juin 1944, le ministère est confié au ministre du Reich Albert Speer et réorganisé afin de créer les conditions nécessaires pour accomplir rapidement les nouvelles activités de développement de l’armement. Cette décision vient cependant beaucoup trop tard pour avoir un quelconque effet sur la Luftwaffe et sur le cours de la Seconde Guerre mondiale.

## Ministre de l'Aviation
- Hermann Göring (1933 - mars 1945)[1] : remplacé par intérim par Robert von Greim.